# Manfred Thieme
Manfred Thieme (* 1. Januar 1936 in Falkenstein) ist ein ehemaliger Offizier der Nationalen Volksarmee der Deutschen Demokratischen Republik. Zuletzt hatte er den Dienstgrad eines Generalmajors inne. 

## Militärische Laufbahn
Als Sohn eines Arbeiters erlernte er nach dem Besuch der Schule den Beruf eines Webers. Nach dem Abschluss der Ausbildung trat er am 12. August 1954 die Kasernierte Volkspolizei ein und war anschließend bis 1957 Offiziersschüler an der Offiziersschule in Großenhain. Nach deren Abschluss wurde Thieme zunächst Zugführer, ab 1960 dann Kompanieführer im motorisierten Schützen-Regiment 7, was er bis 1964 blieb. Bereits 1959 war Thieme der SED beigetreten. 1964 stieg Thieme zum Stabschef eines Panzer-Bataillons auf, von 1966 bis 1970 dann zum Kommandeur. 1970 erfolgte seine Delegierung zur Militärakademie Friedrich Engels in Dresden, die er bis 1973 besuchte. Nach dem Besuch wurde Thieme Kommandeur des motorisierten Schützen-Regiments 7, was er bis 1980 blieb. Parallel hierzu fungierte er von 1979 bis 1980 als m. d. F. b. Stellvertretender Kommandeur für Ausbildung der 11. motorisierten Schützendivision.
1981 war er Stellvertretender Chef Ausbildung und Leiter der Abteilung Ausbildung im Kommando des Militärbezirks III der NVA. Am 1. Dezember 1981 stieg Thieme als Nachfolger von Oberst Günther Brodowsky zum Chef des Wehrbezirkskommandos Suhl auf, was er bis zu seiner Entlassung aus der NVA am 30. September 1990 blieb. Seit Februar 1984 war er Mitglied der SED-Bezirksleitung Suhl. Am 1. März 1989 wurde er zum Generalmajor ernannt.

## Auszeichnungen
- Kampforden „Für Verdienste um Volk und Vaterland“ in Gold